# Marie Kondo
Marie Kondo (近藤 麻理恵, Kondō Marie, ur. 9 października 1984), znana również jako Konmari (こんまり) – japońska autorka książek oraz gospodyni programów telewizyjnych.
Jej książka Magia sprzątania sprzedała się w ponad 2 milionach egzemplarzy na całym świecie.
Książki Marie Kondo:
- Magia sprzątania
- Tokimeki. Magia sprzątania w praktyce
- Manga sprzątania. Obrazkowy przewodnik po japońskich porządkach